# Hosoedru apeirogonal
În geometrie un hosoedru apeirogonal sau hosoedru infinit este o pavare a planului constând din două vârfuri la infinit. Poate fi considerată o pavare regulată improprie a planului euclidian, cu simbolul Schläfli {2,∞} și simbolul Wythoff ∞ | 2 2.

## Pavări și poliedre înrudite

Pavare apeirogonală de ordinul 2

Dualul său este pavarea apeirogonală de ordinul 2.
Hosoedrul apeirogonal este limita aritmetică a familiei de hosoedre {2,p}, deoarece p tinde la infinit, transformând astfel hosoedrul într-o pavare euclidiană. Toate vârfurile s-au deplasat la infinit și fețele digonale nu mai sunt definite de figuri închise cu laturi finite.
Similar cu poliedrele uniforme, și pavările uniforme, opt pavări uniforme pot fi făcute cu pavări apeirogonale regulate. Formele rectificate și cantelate sunt duplicate și, deoarece de două ori infinit este tot infinit, trunchierea și formele omnitrunchiate sunt, de asemenea, duplicate, reducând astfel numărul de forme unice la patru: pavare apeirogonală, hosoedrul apeirogonal, prisma apeirogonală și antiprisma apeirogonală.
| (∞ 2 2)                 | Părinte              | Trunchiat            | Rectificat           | Bitrunchiat           | Birectificat (dual)    | Cantelat              | Omnitrunchiat (cantitrunchiat) | Snub                      |
| ----------------------- | -------------------- | -------------------- | -------------------- | --------------------- | ---------------------- | --------------------- | ------------------------------ | ------------------------- |
| Simbol Wythoff          | 2 \| ∞ 2             | 2 2 \| ∞             | 2 \| ∞ 2             | 2 ∞ \| 2              | ∞ \| 2 2               | ∞ 2 \| 2              | ∞ 2 2 \|                       | \| ∞ 2 2                  |
| Simbol Schläfli         | {∞,2}                | t{∞,2}               | r{∞,2}               | t{2,∞}                | {2,∞}                  | rr{∞,2}               | tr{∞,2}                        | sr{∞,2}                   |
| Diagramă Coxeter–Dynkin |                      |                      |                      |                       |                        |                       |                                |                           |
| Configurația vârfului   | ∞.∞                  | ∞.∞                  | ∞.∞                  | 4.4.∞                 | 2∞                     | 4.4.∞                 | 4.4.∞                          | 3.3.3.∞                   |
| Imagine pavare          |                      |                      |                      |                       |                        |                       |                                |                           |
| Numele pavării          | „Diedru” apeirogonal | „Diedru” apeirogonal | „Diedru” apeirogonal | „Prismă” apeirogonală | „Hosoedru” apeirogonal | „Prismă” apeirogonală | „Prismă” apeirogonală          | „Antiprismă” apeirogonală |